# Kortspel

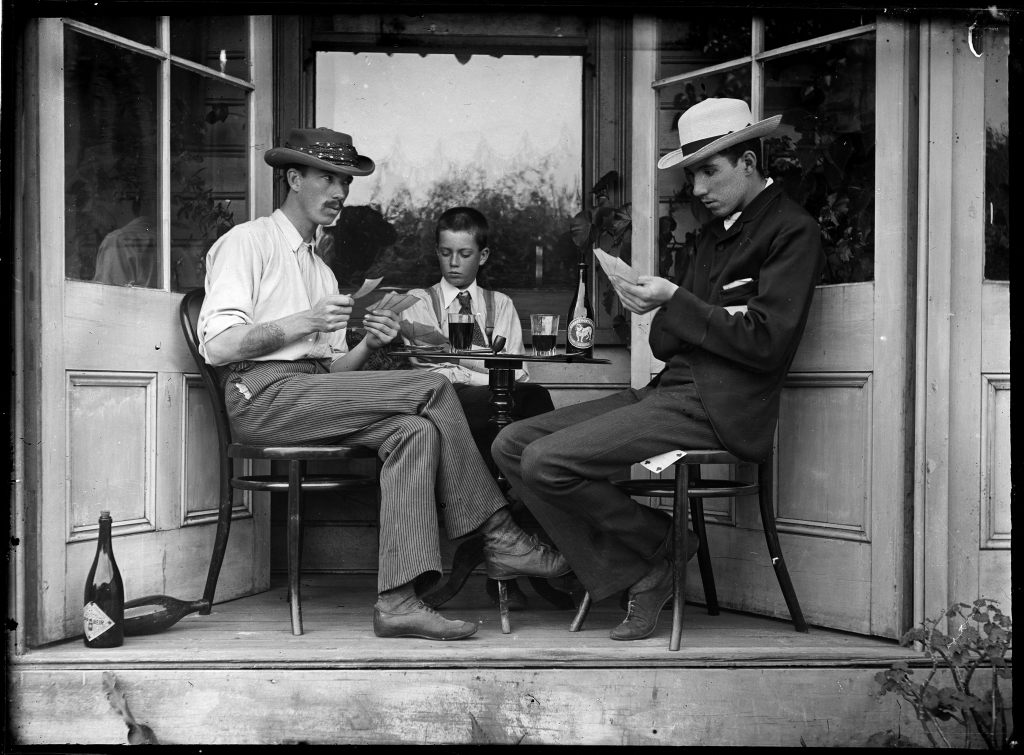
Män som spelar kort (Australien, omkring år 1900)

Kortspel är bordsspel som spelas med spelkort. Kortspelandet tros ha uppstått i Kina och kom till Europa via handelsresande från Asien på 1300-talet.

## Allmänt
Det finns mängder av kortspel över hela världen och det är svårt att dela in dem i grupper efter någon enkel princip. I de flesta spel delas dock korten ut till spelarna som förmodas hålla dessa så de övriga spelarna inte ser dem; detta benämns spelarens hand. Vissa spel spelas nästan bara i ett visst land eller folkgrupp. Exempel på svenska kortspel är vira, priffe, och rödskägg. Nästan alla vanliga kortspel är allmän egendom, men det finns också patenterade spel som spelas med särskilda kortlekar vars uppbyggnad skiljer sig från vår vanliga standardkortlek. Exempel på sådana spel är UNO och Falling. Ett gammalt kortspel som också spelas med specialkortlek är kille.

## Typer av kortspel
Olika kortspel har olika mål som det gäller att uppnå för att vinna, det vill säga skiljer sig i vad de går ut på. Ett vanligt mål är att man ska samla på sig vissa kombinationer av kort, ett annat att man ska bli av med sina egna kort så fort som möjligt. Exempel på kortspel som går ut på att man ska samla på vissa kombinationer av kort är rummy, samt dess olika varianter som gin rummy och canasta med flera. Exempel på kortspel som går ut på att först bli av med sina kort är vändåtta, stopp och det chilenska carioca.
Kortspel skiljer sig också åt genom att de använder olika mekanismer för att styra spelets framskridande, alltså vad man faktiskt gör när man spelar. Sådana mekanismer kan vara till exempel sticktagning, kortbyten mellan spelare, fiskespel med mera. De första kortspelen som spelades i Europa var sticktagningsspel och fortfarande dominerar denna typ av spel i såväl Sverige som många andra länder. Exempel på sticktagningsspel (eller egentligen grupper av sticktagningsspel) är whist, hjärter och bridge. Det sistnämnda är i organiserad form (tävling) världens vanligaste kortspel. Ett exempel på fiskespel är kasino.
Kortspel varierar dessutom kraftigt i hur stor inverkan turen har på utgången. Det finns alltifrån kortspel med 100 procent tur (ingen skicklighet alls, slumpen styr helt), till kortspel med 0 procent tur (spel med så kallad fullständig information). Kortspel som spelas om pengar och där slumpen har stor inverkan på utgången kallas hasardspel. Exempel på hasardspel är blackjack och Punto Banco. Ett exempel på kortspel med fullständig information är abstrac (som bygger på det klassiska spelet nim).
En annan stor grupp av kortspel är poker. Gemensamt för pokerspelen är att man från giv till giv kan välja att satsa eller inte satsa på att man kan få den bästa kombinationen av kort. Poker är alltså både kortspel och vadslagningsspel. Pokern uppstod i USA på 1800-talet. De moderna tävlings- och kasinopokerspelen är mycket skicklighetskrävande, men det finns också "hemmavarianter" som är konstruerade för att vara såväl underhållande som lite mer slumpmässiga. Artikeln pokerspel innehåller en systematisk uppräkning av flera pokerspel.
Kortspel för en deltagare kallas patienser.

## Samlarkortspel
Samlarkortspel är en kombination av spel och samlarbilder. En av de mest kända samlarkortspelen är Magic: The Gathering. Se också Pokémon och Digimon, vilka i högre grad har karaktär av samlande än spel, och är intimt förknippade med kommersiell lansering i flera medier. Idag finns det även en myriad samlarkortspel som existerar antingen delvis eller helt online.

## Historia
Kortspelet har sitt ursprung i orienten, och tordes ha påverkats av schackspelet. Exakt hur det kom till Europa är okänt och det förekommer en hel rad teorier. Det som kan konstateras är att det verkar dyka upp i södra Europa under andra hälften av 1300-talet och av andra som tidigare beskrivit spel under första hälften av 1300-talet helt utelämnar det. En uppgift i en krönika om att kortspelet infördes av saracener till Vitebo 1379 kan ifrågasättas. Helt klart är att Karl VI av Frankrikes räkenskaper 1392 betalas ersättning till en målare för en serie spelkort och 1398 utfärdades en förordning i Paris som begränsade rätten till kortspel. I Nürnberg fanns redan år 1380 spelkortsfabrikanter, de så kallade "kortmålarna" som redan år 1402 bildade ett skrå i Ulm. De äldsta korten var just målade, men kom snart att tillverkas med hjälp av en snidad träklots, av vilken avtryck togs på papper – en teknik som fick betydelse för såväl träsnittets som boktryckandets utveckling. Att kortspelet särskilt mot slutet av medeltiden var ett mycket utbrett tidsfördriv i Europa framgår av de kyrkliga förbuden för präster att delta i sådana spel, samt moralpredikanternas varningar för kortspelets fördärvande inflytande. I Sverige omtalas kortspel första gången i Peder Månssons Bondakonst och Stridskonst omkring 1522. 
Färgernas angivande varierade till en början. I Italien och Spanien användes mynt, bägare, svärd och stavar medan man i Tyskland och Nederländerna använde hjärtan, bjällror, löv och ekollon, medan det med tiden blev varianten som användes i Frankrike och Storbritannien som slog igenom med hjärtan, rutor, klöverblad/liljor och spadformade märken. Figurkorten var ursprungligen kung, riddare och knekt, men på 1400-talet ersattes riddaren av drottningen.

## Fler kortspel
Se lista över kortspel.

## Kortspelstermer
- Bud
- Färg
- Förhand är den spelare som startar spelet, oftast den som sitter närmast till vänster om given.
- Giv
- Hand är de kort som spelaren håller i handen.
- Klädda kort har samma betydelse som målare.
- Kulör. Rött eller svart. Ej att förväxla med färg.
- Maska om man försöker ta hem ett stick med kort som är lägre än motståndarnas högsta kort i den färgen
- Målare är en beteckning på knekt, dam och kung i den vanliga kortleken.
- Renons innebär att man saknar kort i den färg som är i spel.
- Saka
- Sang
- Stick är en samling kort som deltagit i en spelomgång och som någon vinner och då oftast ger poäng eller inteckning i slutvinsten.
- Stack är den grupp kort som ännu inte kommit i spel.
- Svit. En alternativ term till färg.
- Talong är den del av kortleken från vilken spelarna drar nya kort under ett kortspel. Talongen är oftast placerad med baksidan upp.
- Trumf
- Valör
- Vilt kort. Flygande är en alternativ term.
- Öppna kort innebär att alla kan se korten.